# 야마구치역 (아이치현)
야마구치역(일본어: 山口駅, やまぐちえき)은 일본 아이치현 세토시에 있는 아이치 환상 철도선의 역이다. 역 번호는 19이다. 도요타 시 방면 직통으로 가기 때문에 최근에는 도요타 관련의 종업원의 이용객의 증가 추세이다. 또한, 역 주변도 택지 개발이 이루어져 인구도 늘어나고 있다.

## 역 구조
고가역사로 상대식 승강장 2면 2선의 구조이다.
고가의 플랫폼 밑에 가건물의 개찰구가 개설되어 있다. 유인역이지만 역무원은 낮에 배치될 뿐 기타의 시간대는 무인역이고 자동 매표기가 도입되었다.

## 역 주변
역 주변은 주택지이다. 역전을 발착하는 버스 노선에는 세토 시 커뮤니티 버스와 세토 만박기념공원 사랑・파크행 셔틀 버스가 있다.
- 야마구치 역전 광장
- 야마구치 향토 자료관
- 세토 만박기념공원 사랑 공원
- 아이치 현 도자기 자료관
- 히로쿠테 30호 가마터(유적)
- 세토 경찰서 야마구치 주재소
- 오와리 동쪽 지방 도매시장
- 세토 시립 하타야마히가시 보육원
- 아이치 산업 과학 기술 센터 세토 요업 기술 센터
- 세토 시 사이 후원
- 우에히시노 성터
- 미나미야마시로 흔적
- 세토 시 소방 본부 미나미 분소
- 독립행정법인 근로자 건강 복지 기구・산재 재활 아이치 작업장
- 세이레이 중・고등학교
- 세토 디지털 타워
- 세토 신용 금고 야마구치 지점
- 야마구치 우체국
- 야마구치 병원
- 세토 시립 하타야마히가시 초등학교
- A스코프 야마구치점
- Zip드래그 시라사와야카타점
- 아이치 현 적십자 혈액 센터
- 해상의 숲
  - 아이치 해상의 숲 센터
  - 아이치 해상의 숲 대학
- 국도 제155호선
- 국도 제248호선

## 역사
- 1988년 1월 31일: 영업 개시.

## 인접역
| 아이치 환상 철도 ■ 아이치 환상 철도선 | 아이치 환상 철도 ■ 아이치 환상 철도선 | 아이치 환상 철도 ■ 아이치 환상 철도선 |
| ------------------------------------- | ------------------------------------- | ------------------------------------- |
| 18 야쿠사 오카자키 방면               |                                       | 세토구치 20 고조지 방면               |